# Ярёменко, Ольга Ивановна
Ольга Ивановна Ярёменко (род. 3 мая 1988) — российская спортсменка. Многократная рекордсменка России, Европы и мира в рывке по гиревому спорту. Мастером спорта междунородного класса.

## Биография
Окончила 11 классов общеобразовательной Акшинской средней школы. В 2010 поступила в Забайкальский государственный гуманитарно-педагогический университет им. Н. Г. Чернышевского на кафедру физической культуры, отделение адаптивной физической культуры, специализация лечебная физическая культура.
С 2010 года вошла в сборную команду России. Тренер Александра Шанина. Победительница и рекордсменка первенств России, Европы, мира среди юниорок, чемпионкой России и мира среди женщин, абсолютная чемпионка Кубка Европы. Ей принадлежат рекорды России и мира среди женщин в весовой категории до 58 кг. В 2010 году победила на юниорском Первенстве России, показав норматив мастера спорта — 103 подъёма с гирей 24 кг.
В 2011 году на открытом Кубке Европы в Челябинске выполнила норматив мастера спорта международного класса, став абсолютной чемпионкой этих соревнований.
На чемпионате России 2011 в Тюмени был установлен результат — 153 подъёма и осенью того же года на чемпионате мира в Нью-Йорке — 174 подъёма.
17 мая 2012 года на открытом чемпионате Европы в Белгороде показала абсолютный результат соревнований в рывке гири 24 кг — 188 подъёмов.
2014 год: Кубок России, Чебоксары первое место.
2016 год: Чемпионат России, Ярославль - первое место.